# Eremochloa
Eremochloa is een geslacht uit de grassenfamilie (Poaceae). De soorten van dit geslacht komen voor in delen van Afrika, Azië, Amerika, Australazië en het Pacifisch gebied.

## Soorten
Van het geslacht zijn de volgende soorten bekend: 
- Eremochloa attenuata
- Eremochloa bigelovii
- Eremochloa bimaculata
- Eremochloa ciliaris
- Eremochloa ciliatifolia
- Eremochloa eriopoda
- Eremochloa falcata
- Eremochloa horneri
- Eremochloa lanceolata
- Eremochloa leersioides
- Eremochloa malayana
- Eremochloa maxwellii
- Eremochloa muricata
- Eremochloa ophiuroides
- Eremochloa pectinata
- Eremochloa petelotii
- Eremochloa zeylanica